# Synanthedon xanthosoma
Synanthedon xanthosoma is een vlinder uit de familie wespvlinders (Sesiidae), onderfamilie Sesiinae.
Synanthedon xanthosoma is voor het eerst wetenschappelijk beschreven door Hampson in 1893. De soort komt voor in het Oriëntaals gebied.